# Zdzisław Leśniak
Zdzisław Leśniak est un acteur et réalisateur polonais de théâtre et de cinéma né le 13 décembre 1930 à Boryslav et mort le 22 septembre 2002 à Varsovie.

## Biographie
Zdzisław Leśniak est né le 13 décembre 1930 à Boryslav, dans l'oblast de Lviv en Ukraine.
En 1950, il est diplômé de l'école secondaire Henryk Sienkiewicz de Nowa Ruda.
Il est diplômé de l'Académie de théâtre Alexandre-Zelwerowicz : du département d'interprétation en 1954 et du département de mise en scène en 1966.
Il a joué dans beaucoup de théâtres en Pologne : le Théâtre Jan Kochanowski (pl) d'Opole entre 1954 et 1955, le théâtre populaire de Cracovie entre 1955 et 1956, le Théâtre dramatique de Varsovie (pl) entre 1956 et 1965, le Théâtre de la Comédie de Varsovie entre 1965 et 1978, le Théâtre Stara Prochownia de Varsovie (pl) entre 1978 et 1979 et le Théâtre Syrena de Varsovie entre 1979 et 1985.
Il se produit au Cabaret Koń (pl), fondé par Jerzy Dobrowolski, ainsi que dans le groupe musical Go-Do-Cze-Bo-Le (nommé d'après les premières syllabes des noms de famille des fondateurs).
Il meurt le 22 septembre 2002 à Varsovie, capitale de la Pologne.